# 索马尔谢
索马尔谢（法語：Saulx-Marchais，法語發音：[so maʁʃɛ]）是法国伊夫林省的一个市镇，属于朗布依埃区。

## 地理
索马尔谢（48°50'25"N, 1°50'9"E）面积2.13 平方千米，位于法国法蘭西島大區伊夫林省，该省份为法国北部内陆省份，北起瓦兹河谷省，西接厄尔省，西南接厄尔-卢瓦省，东南接埃松省，东临上塞纳省。
与索马尔谢接壤的市镇（或旧市镇、城区）包括：马克、欧特伊、贝讷、维克。

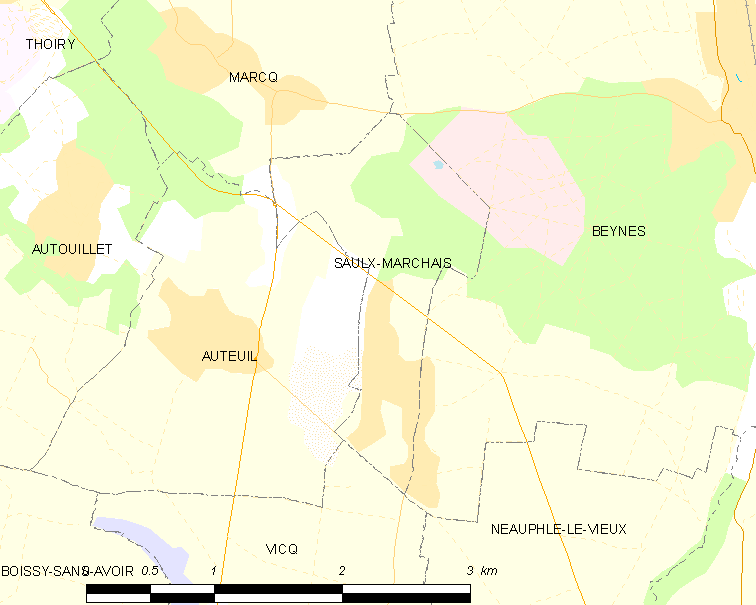
索马尔谢的OSM定位图

索马尔谢的时区为UTC+01:00、UTC+02:00（夏令时）。

## 行政
索马尔谢的邮政编码为78650，INSEE市镇编码为78588。

## 政治
索马尔谢所属的省级选区为欧贝让维尔县。

## 人口

1962-2008年间索马尔谢人口变化图示

索马尔谢于2022年1月1日时的人口数量为956人。